# 杉山卓夫
杉山 卓夫（すぎやま たかお、1958年7月19日 - ）は、日本の作曲家、編曲家、キーボーディスト、音楽プロデューサー。東京都出身。

## 略歴
1981年に、音楽グループ ″WITH″（ウィズ）のメンバーとして東芝EMIよりデビューする。1985年に同バンドが解散した後は、フリーのキーボーディストとして様々なアーティストの楽曲で演奏活動を行う。
1985年に久保田利伸らと″MOTHER EARTH″を結成し、再びバンドとしての活動を始める。
映画『波の数だけ抱きしめて』『私をスキーに連れてって』などの音楽監督も担当するほか、テレビアニメ「めぞん一刻」サウンドトラックも手掛けている。フジテレビ系の音楽バラエティ番組「LOVE LOVE あいしてる」には、″LOVE LOVE ALL STARS″のメンバーとして出演したことがある。
以降は編曲家、キーボーディストとしての活動を継続しつつ、音楽プロデューサーとしても活躍している。

## 主な編曲
久保田利伸
「Olympicは火の車」「Missing」「To The Party」「もうひとりの君を残して」「Somebody's Sorrow」「For You〜伝えきれなくて」（1986年）「GODDESS〜新しい女神〜」「Cry On Your Smile」（1987年）「You were mine」（1988年）
ビートたけし & たけし軍団
「I FEEL LUCKY」（1986年）
BaBe
「大人は判ってくれない」「じゃじゃ馬ならし」（1987年）
麻倉未稀
「Foolish Situation」「Foxy Lady」（1987年）
富田靖子
「Wish」（1987年）
岩崎良美
「ON Y VAS」（1987年）
中山美穂
「In The Morning」「Moonlight Sexy Dance」「Mind Game」「Velvet Hammer」「Long Distance To The Heaven」（1988年）「くちびる」「泣かない指輪」（1989年）
Wink
「Baby Me」「ひきとめないで」「In Your Letter」「夜間飛行」（1989年）「無実のオブジェ」（1992年）
SUE CREAM SUE
「It's Bad」（1989年）
早見優
「BEAT LOVER」（1989年）
薬師丸ひろ子
「Windy Boy」〔江口信夫との共作〕（1989年）
西田ひかる
「めぐり♥あい」「もっと一緒にいたい」（1992年）
festa mode
「強がってる」（1993年）
吉田朋代
「誰にもナイショ」「いつでもガールフレンド」「Tearful Sensation -悲しいできごと-」「ふりそそぐ光の中で」（1994年）
中森明菜
「Sunflower」「痛い恋をした」（1995年）

## 主な作曲
芳本美代子
「にぎやかな星空」（1987年）
中山美穂
「Strange Parade」〔作曲・編曲とも〕（1988年）